# 11-й набор космонавтов ЦПК ВВС (1990)
11-й набор космонавтов ЦПК ВВС (1990) — набор космонавтов, проводившийся 1-м НИИЦПК имени Ю. А. Гагарина в 1989—1990 годах среди лётчиков ВВС и ПВО. Это был последний набор космонавтов, который проходил в СССР перед его распадом.
Два из трёх космонавтов 11-го набора Сергей Залётин и Салижан Шарипов дважды совершили космические полёты.

## История
Отбор кандидатов в космонавты в ходе 11-го набора космонавтов ЦПК ВВС производился в 1989—1990 годах среди лётчиков ВВС и ПВО. Это был последний набор космонавтов, который проходил в СССР перед его распадом. Общее количество участвующий в 1988 году в отборе лётчиков в воинских частях для поступления в отряд космонавтов не известно. 
11 мая 1990 года на заседании Государственной межведомственной комиссии были рекомендованы к зачислению в отряд космонавтов три военных лётчика: капитаны Сергей Возовиков, Сергей Залётин и старший лейтенант Салижан Шарипов. 8 августа 1990 года они были зачислены приказом министра обороны СССР № 1142 кандидатами в космонавты-испытатели 4-й группы отряда космонавтов ЦПК ВВС.
С октября 1990 по март 1992 года кандидаты в космонавты проходил общекосмическую подготовку. 6 марта 1992 года сдали последний выпускной экзамен и 11 марта 1992 года решением межведомственной квалификационной комиссии всем троим была присвоена квалификация «космонавт-испытатель». 24 апреля 1992 были назначены космонавтами-испытателями 2-й группы ЦПК.
11 июля 1993 года трагически погиб Сергей Возовиков (утонул на Чёрном море, запутавшись в рыболовных сетях). Космонавты 11-го набора Сергей Залётин и Салижан Шарипов дважды совершили космические полёты.

## Список космонавтов 11-го набора ЦПК ВВС
| Список космонавтов 11-го набора ЦПК ВВС (1990 год) | Список космонавтов 11-го набора ЦПК ВВС (1990 год) | Список космонавтов 11-го набора ЦПК ВВС (1990 год) | Список космонавтов 11-го набора ЦПК ВВС (1990 год) | Список космонавтов 11-го набора ЦПК ВВС (1990 год) | Список космонавтов 11-го набора ЦПК ВВС (1990 год) | Список космонавтов 11-го набора ЦПК ВВС (1990 год)                                    | Список космонавтов 11-го набора ЦПК ВВС (1990 год) | Список космонавтов 11-го набора ЦПК ВВС (1990 год) |
| №                                                  | Фотография                                         | ФИО                                                | Дата рождения                                      | Порядковый номер                                   | Профессия и место работы до поступления в отряд    | Данные о полётах                                                                      | Дата выхода из отряда                              | Примечание                                         |
| -------------------------------------------------- | -------------------------------------------------- | -------------------------------------------------- | -------------------------------------------------- | -------------------------------------------------- | -------------------------------------------------- | ------------------------------------------------------------------------------------- | -------------------------------------------------- | -------------------------------------------------- |
| 1                                                  |                                                    | Возовиков Сергей Юрьевич                           | 17 апреля 1958 года                                | —                                                  | ПВО, лётчик                                        | —                                                                                     | 11 июля 1993 года                                  | погиб 11 июля 1993 года                            |
| 2                                                  |                                                    | Залётин Сергей Викторович                          | 21 апреля 1962 года                                | 92-й космонавт СССР/России                         | ВВС, лётчик                                        | 04.04-16.06.2000 «Союз ТМ-30» — «Мир», 30.10-10.11.2002 «Союз ТМА-1» — «МКС»          | 1 мая 2014 года                                    |                                                    |
| 3                                                  |                                                    | Шарипов Салижан Шакирович                          | 24 августа 1964 года                               | 88-й космонавт СССР/России                         | ВВС, лётчик                                        | 23.01-31.01.1998 «Индевор STS-89» — «Мир», 14.10.2004-25.04.2005 «Союз ТМА-5» — «МКС» | 18 июля 2008 года                                  |                                                    |